# Pierre Barsymès
Pierre Barsymès est un important fonctionnaire byzantin durant le règne de Justinien au VIe siècle, qui occupe les postes de préfet du prétoire d'Orient et de comte des largesses sacrées.

## Biographie
Il est d'origine syrienne et exerce la profession de banquier, quand il bénéficie des faveurs de l'impératrice Théodora. Il devient scrinaire de la préfectre du prétoire puis compte des largesses sacrées en 540, un poste clé de l'administration fiscale de l'Empire byzantin, jusqu'en 543. Il semble avoir fait preuve d'un réel zèle dans le cadre de ses fonctions. Procope de Césarée le critique vivement, tout comme Jean de Cappadoce, qu'il rend responsable de la fiscalité excessive qui pèse sur les habitants. En 543, il devient préfet du prétoire d'Orient, poste clé de l'administration impériale de l'époque. Parmi les mesures qu'il prend pour accroître les revenus de l'Etat, nécessaire pour financer les conquêtes de Justinien, il institue un monopole sur le commerce de la soie dans l'Empire byzantin. De ce fait, le prix de la soie augmente, au bénéfice des seules manufactures impériales, entraînant la faillite des commerçants privés, dont les ateliers passent progressivement sous le contrôle de l'Etat. De même, il décide de revendre les importantes réserves de blé de Constantinople, issues de la récolte abondante en Égypte en 544. Là encore, cette opération rapporte d'importants revenus à l'Etat. L'année suivante, la récolte égyptienne est médiocre et Pierre Barsymès réagit en fixant des prix très faibles pour la vente des blés produits dans l'Anatolie, d'autant que le coût du transport est à la charge des producteurs, ruinés par ces mesures, sans que la disette ne puisse être empêchée dans la capitale. Finalement, il doit quitter son poste de préfet du prétoire quand des soldats protestent contre le retard dans le paiement de leurs soldes en 546. Selon Procope de Césarée, il aurait aussi vendu des magistratures et dévaluer la monnaie.
Il redevient comte des largesses sacrées entre 547 et 548. Le 1er juin 555, il retrouve son poste de préfet du prétoire qu'il détient encore en 562. En 562, sa résidence est incendiée par la foule, ce qui témoigne de son impopularité.
Il a au moins un fils, du nom de Théodore.